# Люцин (Зволенський повіт)
Люцин (пол. Lucin) — село в Польщі, у гміні Тчув Зволенського повіту Мазовецького воєводства.
Населення — 266 осіб (2011).
У 1975-1998 роках село належало до Радомського воєводства.

## Демографія
Демографічна структура станом на 31 березня 2011 року:
|          | Загалом | Допрацездатний вік | Працездатний вік | Постпрацездатний вік |
| -------- | ------- | ------------------ | ---------------- | -------------------- |
| Чоловіки | 140     | 32                 | 96               | 12                   |
| Жінки    | 126     | 21                 | 76               | 29                   |
| Разом    | 266     | 53                 | 172              | 41                   |